# Atte Ohtamaa
Atte Ohtamaa (ur. 6 listopada 1987 w Nivala) – fiński hokeista, reprezentant Finlandii, dwukrotny olimpijczyk.

## Kariera
- Kärpät U18 (2004-2005)
- Kärpät U20 (2005-2008)
- Kärpät (2007-2014)
  -  Suomi U20 (2006, 2007)
  -  Hokki (2007-2008)
- Jokerit (2014-2016)
- Ak Bars Kazań (2016-2018)
- Kärpät (2018-2019)
  -  HC Lugano (2019)
- Barys Astana (2019-2020)
- Łokomotiw Jarosław (2020-2021)
- Kärpät (2021-)

Wychowanek i wieloletni zawodnik Kärpät. Od maja 2014 zawodnik Jokeritu. Od sierpnia 2016 zawodnik Ak Barsu Kazań. W maju 2018 ponownie został graczem Kärpät i w sezonie Liiga (2018/2019) był kapitanem drużyny. W sierpniu 2019 został wypożyczony na okres dwóch miesięcy do szwajcarskiego HC Lugano. W listopadzie 2019 wypożyczony do kazachskiego Barysu. Od maja 2020 zawodnik Łokomotiwu. Od maja 2021 ponownie zawodnik macierzystego Kärpät.
Uczestniczył w turniejach mistrzostw świata edycji 2014, 2015, 2016, 2017, 2019, 2021, 2022 oraz zimowych igrzysk olimpijskich 2018, 2022.

## Sukcesy
Reprezentacyjne
- Srebrny medal mistrzostw świata: 2014, 2016, 2021
- Złoty medal mistrzostw świata: 2019, 2022
- Złoty medal zimowych igrzysk olimpijskich: 2022

Klubowe
- Srebrny medal Mestis: 2008 z Hokki
- Złoty medal mistrzostw Finlandii: 2008, 2014 z Kärpät
- Srebrny medal mistrzostw Finlandii: 2009 z Kärpät
- Puchar Gagarina – mistrzostwo KHL: 2018 z Ak Barsem Kazań
- Złoty medal mistrzostw Rosji: 2018 z Ak Barsem Kazań

Indywidualne
- Liiga (2013/2014):
  - Drugie miejsce w klasyfikacji +/- w sezonie zasadniczym: +23[8]
  - Czwarte miejsce w klasyfikacji +/- w fazie play-off: +7[9]
- Mistrzostwa Świata w Hokeju na Lodzie 2014/Elita: jeden z trzech najlepszych zawodników reprezentacji na turnieju[10]
- Karjala Cup 2014: najlepszy obrońca turnieju[11]
- KHL (2017/2018): najlepszy obrońca w finale o Puchar Gagarina[12]
- Hokej na lodzie na Zimowych Igrzyskach Olimpijskich 2022 – turniej mężczyzn:
  - Asysty przy obu golach w meczu finałowym przeciw Rosyjskiemu Komitetowi Olimpijskiemu wygranym przez Finlandię 2:1, które zdobyli Ville Pokka i Hannes Björninen (20 lutego 2022)[13][14]